# SN 1997G
SN 1997G – supernowa typu Ia odkryta 5 stycznia 1997 roku w galaktyce A045830-0316. Jej maksymalna jasność wynosiła 23,56m.